# 安杰洛·阿尔奇迪亚科诺
安杰洛·阿尔奇迪亚科诺（義大利語：Angelo Arcidiacono，1955年9月25日—2007年2月26日），意大利男子击剑运动员。他曾获得1984年夏季奥运会男子佩剑团体金牌和1976年夏季奥运会男子佩剑团体银牌。